# Генсбур. Любовь хулигана
«Генсбур. Любовь хулигана» (фр. Gainsbourg, vie héroïque, дословно — „Генсбур, героическая жизнь“) — биографический фильм французского режиссёра Жоанна Сфара о жизни французского певца Сержа Генсбура. Премьера состоялась 20 января 2010 года. Последняя роль актрисы Люси Гордон.
Данный фильм был не первой попыткой экранизировать жизнь Генсбура, но в итоге стал первым, который был снят с одобрения родственников певца, которым пришлась по душе идея Жоанна Сфара показать биографию Генсбура через призму сюрреализма.

## Сюжет
Фильм повествует о легендарном французском певце и поэте Серже Генсбуре.
По настоянию Джейн Биркин, бывшей любовницы Генсбура, режиссёр Жоанн Сфар обозначил жанр фильма как фантазию (сказку). Это объясняется большой долей художественного вымысла при отражении реальных жизненных вех главного героя (роман с Брижит Бардо, сотрудничество с Франс Галль и т. д.). Другие особенности сюжета: наличие мистики (альтер эго Генсбура — Рожа, эпизод с Ж. Греко), анахронизмы, огромное количество песен Сержа Генсбура (исполняемых по большей части самими актёрами).

## В ролях
| Актёр             | Роль                                         |
| ----------------- | -------------------------------------------- |
| Эрик Эльмонино    | Серж Генсбур                                 |
| Люси Гордон       | Джейн Биркин                                 |
| Летиция Каста     | Брижит Бардо                                 |
| Даг Джонс         | Рожа                                         |
| Сара Форестье     | Франс Галль                                  |
| Милен Жампаной    | Бамбу (Каролина фон Паулюс)                  |
| Анна Муглалис     | Жюльетт Греко                                |
| Иоланда Моро      | Фреэль                                       |
| Филлип Катерин    | Борис Виан                                   |
| Клод Шаброль      | Продюсер Сержа Генсбура                      |
| Кейси Мотте Кляйн | молодой Серж Генсбур (Люсьен Генсбур)        |
| Рэзван Василеску  | Иосиф Гинзбург, отец Сержа Генсбура          |
| Динара Друкарова  | Ольга Гинзбург (Бесман), мать Сержа Генсбура |

## Премьеры
Даты приведены в соответствии с данными IMDb.
- Франция — 20 января 2010
- Бельгия — 27 января 2010
- Россия — 18 марта 2010
- Австралия — 21 марта 2010
- Канада — 2 апреля 2010
- Швеция — 9 апреля 2010
- Греция — 15 апреля 2010
- США — 23 апреля 2010
- Польша — 21 мая 2010
- Испания — 8 июля 2010
- Германия — 30 сентября 2010
- Австрия — 29 октября 2010
- Израиль — 4 ноября 2010
- Эстония — 17 декабря 2010

## Награды
- 2010 — Премия кинофестиваля «Трайбека» в номинации «Лучший актёр в художественном фильме» (Эрик Эльмонино).
- 2010 — Премия кинофестиваля в Кабуре в номинации «Лучший актёр» (Эрик Эльмонино).
- 2011 — Премия «Сезар» за лучший дебютный фильм, за лучшую мужскую роль (Эрик Эльмонино) и за лучший звук.
- 2011 — Премия «Золотые звёзды» (Франция) в номинациях «Лучший актёр (главная мужская роль)» и «Лучший новичок среди мужчин» (Эрик Эльмонино)[3].